# Platymiscium blanchetii
Platymiscium blanchetii är en ärtväxtart som beskrevs av George Bentham. Platymiscium blanchetii ingår i släktet Platymiscium och familjen ärtväxter. Inga underarter finns listade i Catalogue of Life.